# Alfred Fassbind

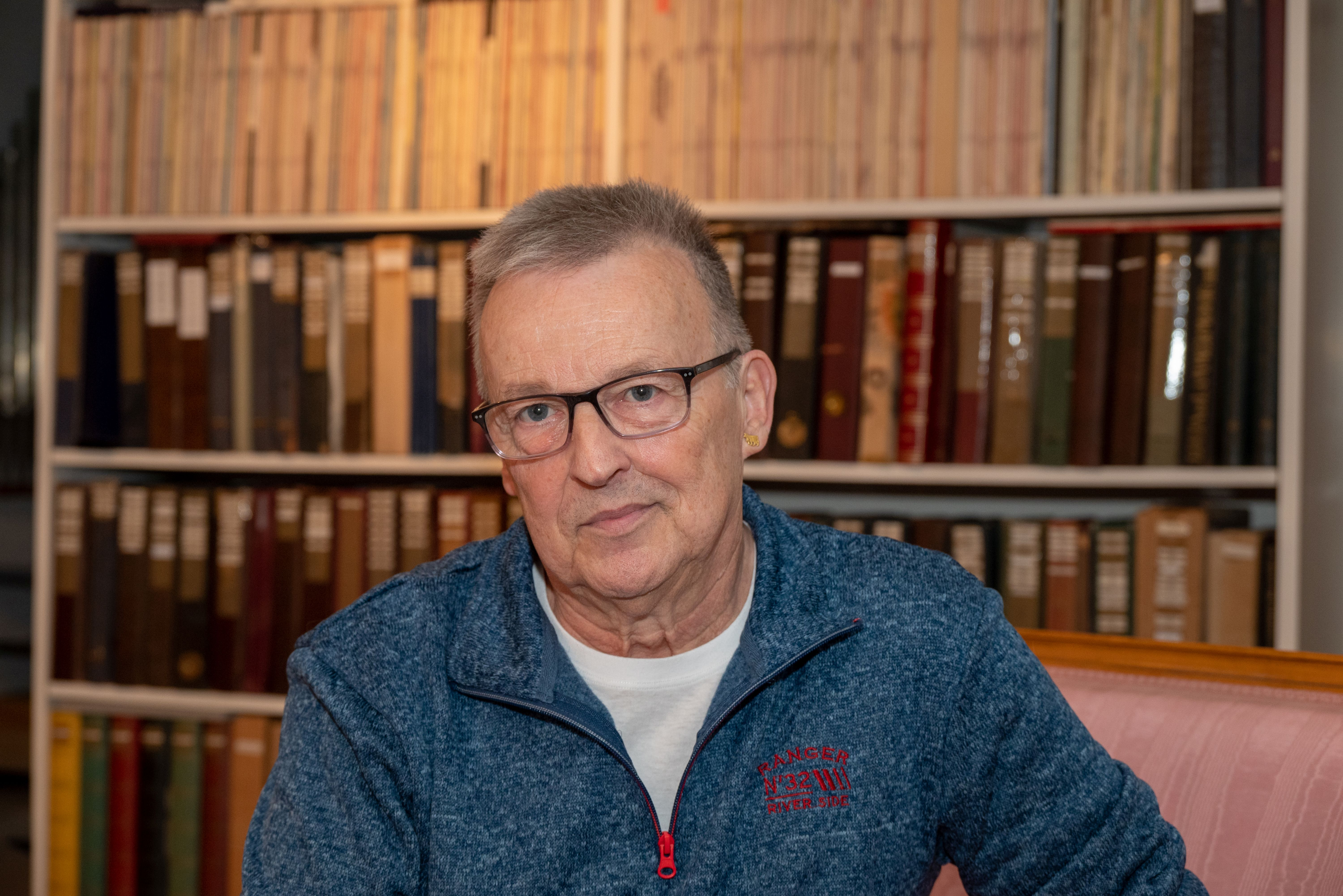
Porträt Alfred A.Fassbind Januar 2023

Alfred A. Fassbind (* 1949) ist ein Schweizer Musiker und Autor. Er ist ein klassischer Sänger in der Stimmlage Tenor.
Fassbind ist Oratorien- und Liedersänger. Zahlreiche Tourneen und Fernsehauftritte führten ihn nach Deutschland, Österreich, Italien, Holland, Frankreich und Polen. Er machte diverse Schallplattenaufnahmen sowie Radiosendungen zu musiktheoretischen Themen.
Fassbind ist seit 1985 offizieller Verwalter des Nachlasses für den Sänger Joseph Schmidt (1904–1942). Er ist Gründer und Kurator des Joseph-Schmidt-Archives in Rüti bei Zürich.
Außerdem verfasste er eine umfassende Biografie über den Sänger Joseph Schmidt. Sie erschien 1992 im Schweizer Verlagshaus unter dem Titel Spuren einer Legende – Ein Lied geht um die Welt. Zum 70. Todestag von Joseph Schmidt erschien eine neue, stark überarbeitete Ausgabe im Römerhof Verlag in Zürich.

## Schriften
- Joseph Schmidt. Ein Lied geht um die Welt. Spuren einer Legende. Eine Biographie. Schweizer Verl.-Haus, Zürich 1992, ISBN 978-3-7263-6664-3.
- als Mitwirkender: Joseph Schmidt – sein Lied ging um die Welt. Römerhof-Verlag, Zürich 2012, ISBN 978-3-905894-14-1.
- Joseph Schmidt. Sein Lied ging um die Welt. Zürich Rüffer & Rub Biografie. 2021. ISBN 978-3-906304-88-5
- Max Lichtegg. Nur der Musik verpflichtet. Römerhof Verlag, Zürich 2016, ISBN 978-3-905894-31-8.

## Tonaufnahmen
- als Mitwirkender: Feierstunden. Gesang und Musik. Electromusic, Binningen [Schallplatte; 1985]
- als Mitwirkender: Moments solennels. Chants et musique. Electromusic, Binningen [Schallplatte; 1985]